# Église de la Dormition-de-la-Mère-de-Dieu d'Oreovica
Pour les articles homonymes, voir Église de la Dormition-de-la-Mère-de-Dieu.
L'église de la Dormition-de-la-Mère-de-Dieu d'Oreovica (en serbe cyrillique : Црква Успења Богородичиног у Ореовици ; en serbe latin : Crkva Uspenja Bogorodičinog u Oreovici) est une église orthodoxe serbe située à Oreovica, dans la municipalité de Žabari et dans le district de Braničevo en Serbie. Elle est inscrite sur la liste des monuments culturels protégés de la république de Serbie (identifiant no SK 563).

## Présentation
L'église a été construite en 1821 grâce à une donation de Stevan Marković, un marchand d'Oreovica, et elle constitue aujourd'hui le plus ancien édifice religieux du secteur. Le marchand a fait bâtir l'église sur son domaine, à proximité du cimetière du village, sur une hauteur qui domine Oreovica. Elle est édifiée dans le style de l'architecture vernaculaire des églises villageoises de Serbie. 
L'église est constituée d'une nef unique prolongée par une abside polygonale à l'est et précédée par un porche-galerie à l'ouest. Dépourvue de fondations, elle repose sur une poutre en chêne posée à même le sol. À l'intérieur, l'espace est composé d'un chœur, d'une nef et d'un narthex. À l'intérieur comme à l'extérieur, les murs sont constitués de mortier de boue blanchi. Selon une description de 1860, l'église était recouverte de tuiles et le sol était recouvert d'une fine couche de briques ; la zone de l'autel a conservé son sol ancien en briques, tandis que la nef et le narthex possèdent un sol fait de planches en bois ; la barrière en bois qui séparait le narthex de la nef a été récemment retiré, créant ainsi un espace intérieur unique. La zone de l'autel et la nef possèdent une voûte en berceau, tandis que le narthex possède un plafond plat. Dans le porche, au milieu du plafond, se trouve une rosette décorative.
L'autel est séparé de la nef par une iconostase qui compte vingt-cinq icônes réparties en trois zones ; les icônes d'origine, remontant à la construction de l'église, ne sont pas conservées ; celles d'aujourd'hui datent de 1857, si l'on en croit les inscriptions des donateurs sur trônes et les « portes royales ».
Sur le parvis de l'église, au milieu d'un bosquet de vieux chênes, se trouvent des tombes remontant à la première moitié et au milieu du XIXe siècle ainsi que la vieille maison paroissiale construite en même temps que l'église.
En 1985-1986, l'Institut régional pour la protection du patrimoine a réalisé des travaux de restauration sur une maison ancienne qui abrite aujourd'hui une collection ethnographique.